# Красноуральск (Беляевский район)
Красноуральск — село в Беляевском районе Оренбургской области в составе Бурлыкского сельсовета.

## География
Находится на расстоянии примерно 32 километров по прямой на восток-юго-восток от районного центра села Беляевка.

## Климат
Климат континентальный с холодной часто малоснежной зимой и жарким, сухим летом. Средняя зимняя температура −15,8 °C; Средняя летняя температура +21,2 °C. Абсолютный минимум температур −44 °C. Абсолютный максимум температур +42 °C. Среднегодовое количество осадков составляет 320 мм в год.

## История
Было основано в 1908 году как поселение казённая Ферма или Аул № 3. В 1924 году в поселении Ферма было 29 дворов, 144 жителя. В 1929-30 году в период коллективизации посёлок Ферма стал центром колхоза «Красноуральск». Село было переименовано в Красноуральск где-то в 1946-47 году. Колхоз был реорганизован в одно из отделений совхоза "Бурлыкский в 1957 году.

## Население
Постоянное население составляло 297 человек в 2002 году (казахи 56 %, русские 35 %), 234 человека в 2010 году.